# Friedrich X. von Dalberg
Freiherr Friedrich X. von Dalberg, auch: Friedrich Egbert oder Friedrich August (* 19. Januar 1863; † 9. März 1914) war ein Mitglied der reichsritterschaftlichen Familie Dalberg.

## Herkunft und Ausbildung
Friedrich war der jüngere Sohn von Friedrich Ferdinand von Dalberg (1822–1908) und von Kunigunde von Vittinghoff-Schell zu Schellenberg (1827–1892). Er besuchte das Stiftsgymnasium Melk, die Militär-Oberrealschule Mährisch Weißkirchen und in Wien.

## Familie
Friedrich X. von Dalberg heiratete am 26. April 1904 Karoline (* 9. Januar 1874; † 13. November 1935), Tochter von Joseph Anton von Raab und Maria Ludovika von Bernhausen. Aus der Ehe gingen zwei Kinder hervor:
1. Joseph Maria Friedrich[7] (* 29. April 1906 in Schloss Datschitz; † 16. Oktober 1929 in Wien)
2. Johannes Evangelist (* 21. Juni 1909 in Schloss Datschitz; † 21. April 1940 in Schloss Datschitz).

Da aus der Ehe von Karl Heribert ausschließlich Töchter hervorgingen, stellten die Söhne von Friedrich die (letzten) Stammhalter der Familie Dalberg da.
Die Familie lebte überwiegend auf Schloss Rosteř, nach dem Tod des Vaters auf Schloss Datschitz.

## Leben
Friedrich X. von Dalberg erbte als jüngerer Sohn „nur“ die Herrschaft Datschitz in Mähren, während der ältere Bruder, Karl Heribert, den übrigen Familienbesitz in Böhmen, Bayern und der preußischen Rheinprovinz erbte. In einem außergerichtlichen Vergleich zwischen den Brüdern wurde festgelegt, dass der in Bayern liegende Besitz Fideikommiss aufgrund des alten Familienvertrags von 1723 sein solle.
Im Sommer 1888 bereiste er Ägypten und Palästina, worüber er einen ausführlichen Reisebericht veröffentlichte.
Er wirkte in der Redaktion der Katholischen Arbeiterzeitung mit, war Mitgründer der Zeitung Reichspost, die der Christlichsozialen Partei nahe stand, einer Partei, in der er sich auch engagierte.
Seit 1904 war er Ehrenmitglied der katholischen Studentenverbindung KÖStV Austria Wien.